# بيلي كوين (لاعب كرة قدم أسترالية)
بيلي كوين (بالإنجليزية: Billy Quinn)‏ هو لاعب كرة قدم أسترالية أسترالي، ولد في 27 يوليو 1890 في Yarra Glen, Victoria ‏ في أستراليا، وتوفي في 1 نوفمبر 1969 في Ormond, Victoria ‏ في أستراليا.

## وصلات خارجية
- بيلي كوين على موقع AustralianFootball.com (الإنجليزية)
- بيلي كوين على موقع AFLtables.com (الإنجليزية)